# I misteri dell'ombra
I misteri dell'ombra (Les Mystères de l'ombre) è un film muto del 1916 diretto da Léonce Perret. Il film, interpretato da René Cresté e Fabienne Fabrèges, fu prodotto dalla Société des Etablissements L. Gaumont.

## Produzione
Il film fu prodotto dalla Société des Etablissements L. Gaumont.

## Distribuzione
Uscì nelle sale francesi il 3 novembre 1916.